# るるぶ
『るるぶ』は、株式会社JTBパブリッシングが発刊する旅行ガイドブックシリーズである。1973年に雑誌として創刊し、1984年よりガイドブックシリーズ『るるぶ情報版』の発刊が開始された。本項目では主にこの『るるぶ情報版』に関して記述する。

## 概要
雑誌版『るるぶ』は1973年にJTBパブリッシングの前身である日本交通公社出版事業局が刊行する雑誌『旅』の別冊として発行が開始された。この雑誌版は1976年に月刊化され、1989年に休刊した。
ムック形式の『るるぶ情報版』は1984年に第1号「京都」が刊行され、2010年刊行の「るるぶ沖縄'11」で通巻4,000号を達成。同年、世界で最も多くの号を発行している旅行ガイドシリーズとして、ギネス世界記録に認定された。その後、2016年に通巻5,000号を達成した。
『るるぶ情報版』は、基本的に1 - 2年を単位に発行される。日本全国の観光地・宿泊施設・交通の情報を地域別に網羅する国内版（2003年からは杉並区、港区、練馬区などの東京都各区版の発行もされている）、海外旅行のための海外版、各種のレジャーに対応した目的版（ドライブ版、秋葉原を中心とした「もえるるぶ」など）などのシリーズが存在する。
ガイドブックの編集ノウハウを生かした、会社や学校、病院、ゲームの紹介本制作を2011年から受託しており、旅行需要が一時急減した新型コロナ禍以降に事業として本格化させた（中央大学、ニデック、関彰商事、『原神』など）。
2009年にはデンジャラスやサンドウィッチマンなどの芸人を表紙に起用している。

### 「るるぶ」の由来
「るるぶ」の由来は、公式には旅行情報の根幹である「見る」「食べる」「遊ぶ」というテーマの略としているが、後述のような経緯がある。
創刊前年の1972年、当時の日本交通公社出版事業局が新雑誌のネーミング募集を電通、博報堂など30数社に呼びかけた際、アイ・シー・エー（International Consulting & Advertising; I.C.A. LTD.）の野村元久が考案したものである。野村らアイ・シー・エーは旅行におけるファッションに関する記事ページを帝人とのタイアップで担当することが内定していた。ここで「見る」「着る」「遊ぶ」をキーワードとするアイデアが生まれ、それぞれの語尾をつなげた「るるぶ」が誌名に採用された。
だがこの企画は頓挫し、また女性の旅は「着る」よりも「食べる」方が自然であろう、ということになり、最終的に「るるぶ」の公式のテーマは「見る」「食べる」「遊ぶ」となった。

## 電子書籍
2011年10月3日に電子書籍第1弾『るるぶ京都'11 - '12』（iPhone/iPad、Android用）が発売された。iPhone/iPadでは、無料のストア型アプリ「るるぶストア」からの販売となり、デジタル版『るるぶ京都の'11 - '12』の価格は税込で700円となる。JTBパブリッシングでの旅行ガイド系シリーズの電子書籍化は初めてである。

## ポケットるるぶ
ニンテンドーDSiウェアとして2009年5月27日より東京版と京都版が配信開始。2010年2月24日リリースの伊豆箱根版と信州版まで、計10地域の配信が行われた。各800ニンテンドーDSiポイント。リリース2年後である2011年5月26日に東京版と京都版の配信が終了し、他の版もそれぞれリリース2年後である2011年7月28日に北海道版と沖縄版が、2011年10月20日に横浜鎌倉版と大阪版が、2011年12月22日に名古屋版と神戸版が、2012年2月24日に伊豆箱根版と信州版が配信終了した。なお、ニンテンドー3DSでは使用できない。

## るるぶFREE
主要観光地のFREE版（無料）冊子も発行している。主に季刊誌で駅や観光情報館等に設置されている。また鉄道会社との提携により車内誌として扱われるものもある。
北海道・東北エリア
- 札幌
- 十勝・帯広
- 富良野・旭山動物園
- 函館
- 知床・オホーツク
- ドライブ北海道
- 盛岡・平泉・岩手
- 仙台・山形
- 仙台・松島
- 福島
- ドライブ東北

関東エリア
- ロマンスカー箱根・小田原
- 箱根 小田原・御殿場
- 湘南 鎌倉・江ノ電
- 千葉・房総
- 那須・塩原
- ドライブ那須・塩原 日光・鬼怒川
- スペーシア 日光・鬼怒川・浅草
- 草津・伊香保・四万 みなかみ・赤城
- 茨城

甲信越エリア
- 新潟
- 山梨
- 軽井沢

北陸エリア
- 金沢・加賀・能登
- 富山
- 福井 越前・若狭

東海エリア
- 富士山
- 伊豆
- 名古屋
- 飛騨高山

近畿エリア
- 京都
- 大阪
- 神戸

中国・四国エリア
- 広島・宮島 岩国・呉
- 岡山 倉敷
- 高知

九州・沖縄エリア
- 福岡
- 佐賀
- 長崎
- 大分・別府
- 熊本
- 鹿児島
- 宮崎
- 沖縄
- ドライブ沖縄

## ライバル誌
- まっぷる（昭文社発行）
- じゃらん（リクルート発行）